# جريمة قتل "بيبي لوليبوبس"
كانت جريمة قتل «بيبي لوليبوبس» هي قتل لازارو فيغيروا البالغ من العمر ثلاث سنوات على يد والدته آنا ماريا كاردونا في فلوريدا. تم العثور على جثة لازارو مهجورة، وتم التعرف عليها من خلال الاستفسارات من منزل إلى منزل. وقد تم تغطية القضية على نطاق واسع في وسائل الإعلام الأمريكية، التي أطلقت على الصبي المجهول في البداية اسم «بيبي لوليبوبس»، بعد تصميم القميص الذي كان يرتديه عند العثور عليه.
تم القبض على كاردونا بتهمة القتل وحكم عليه بالإعدام؛ صديقتها، أوليفيا غونزاليس، حكم عليها بالسجن أربعين عاما. في الاستئناف الثاني، حُكم على كاردونا بالسجن المؤبد. أطلق سراح جونزاليس بعد 14 عاما.

## خلفية
ولد لازارو فيغيروا في 18 سبتمبر 1987 لأبوين آنا ماريا كاردونا وفيديل فيغيروا. كان لدى كاردونا أيضًا طفلان أكبر منه. كان فيدل فيغيروا تاجر مخدرات معروفًا وتوفي في ظروف غامضة في 20 سبتمبر 1987. هذه الجريمة لا تزال دون حل.
في نوفمبر 1990، تم اكتشاف جثة لازارو فيغيروا أمام عقار على الشاطئ في ميامي بيتش. لقد تعرض للضرب المبرح، مما جعل من الصعب للغاية على السلطات في البداية التعرف عليه. ولأن رفات لازارو لم يتم التعرف عليها لأسابيع بعد اكتشافه، أطلقت عليه وسائل الإعلام المحلية لقب "Baby Lollipops" في إشارة إلى القميص الذي وجده يرتدي. تم تحديد سبب الوفاة لاحقًا على أنه ضربة في الرأس من مضرب بيسبول. أظهرت أدلة المحاكمة أنه بعد فترة وجيزة من ترك جثة لازارو في الأدغال، فر الزوجان إلى وسط فلوريدا، حتى أنهما توقفوا في عالم ديزني.
خريطة فلوريدا: ميامي بيتش
على الرغم من مزاعم الجيران والأفراد الآخرين بأن كاردونا كانت مسيئة تجاه لازارو، إلا أنها أنكرت ذلك باستمرار. كان دفاعها الرئيسي هو أن عشيقها أوليفيا غونزاليس هو من هزم لازارو ووجه الضربة القاتلة بمضرب بيسبول. أكدت كاردونا أنها أرادت الهروب من ألم الضرب المروع الذي تعرض له ابنها على يدي صديقتها، فغرقت في تعاطي الكوكايين للتغلب على الأمر. لدعم الادعاءات المتعلقة بتأثير ماضيها في القضية، قدم دفاعها للمحكمة أدلة تتعلق بتربيتها الكوبية غير المستقرة والدمار النفسي الناجم عن وفاة والد لازارو. وفقًا للمدعي العام ريد روبين، كانت كاردونا «غاضبة وحاقدة» من وفاة زوجها الثري لأنها فقدت أسلوب حياتها الفاخر.
ومع ذلك، تمكنت غونزاليس من عرض قضيتها ضد كاردونا مقابل عقوبة أخف بالسجن لمدة 40 عامًا بتهمة القتل من الدرجة الثانية. خدمت 14 عامًا. بينما اعترفت بأنها لعبت دورًا في إساءة صديقتها لازارو، كانت قادرة على إلقاء غالبية اللوم على كاردونا في وفاة لازارو في نهاية المطاف.